# هود (لوداب)
هود (بالفارسية: هود) هي قرية تقع في إيران في قسم لوداب الريفي. يقدر عدد سكانها بـ 105 نسمة بحسب إحصاء 2016.